# アルトクラリネット
アルトクラリネット（英: Alto clarinet）は、クラリネットの同属楽器である。略称は「A.Cl」、「アルトクラ」。稀に「アルクラ」とも呼ばれる。

## 概要
変ホ調 (in E♭) の移調楽器で、バセットホルンの代用としてヘ調 (in F) の楽器も作られている。I.ミュラーやH.グレンザーによって発明され、アドルフ・サックスによって楽器の改良がなされた。この楽器は、ソプラノクラリネットとバスクラリネットの中間サイズで、他のクラリネットと同じグラナディラ製（もしくはプラスチック製）のまっすぐな管体と、バスクラリネットのような金属製の曲がったネックとベル部分、もしくはソプラノクラリネットと同じような下向きのベルからなっている。キーシステムは低いミ♭ (E♭) のキーが追加されており、レジスターキー周りのメカニズムも追加されている他はソプラノクラリネットと同じように作られており、基本的に同じ運指で演奏することができる。稀に、さらに低音域が拡張されているものもある。演奏する際の指間隔は、ソプラノクラリネットはもちろん、よりサイズの大きいバスクラリネットよりも広く、これがこの楽器の難しさの一因となっている。また、管の長さに対して内径が狭いため「鳴らす」ことは音響構造上難しいとされているが、これは楽器の個性でもあり、本来は、柔らかく繊細な音色を持っている。現在では楽器の改良も進み、一部の優れた奏者においては、音色の魅力を十二分に引き出す演奏も可能である。

## 役割
アルトクラリネットはオーケストラには使われておらず、おもに吹奏楽やクラリネットアンサンブルなどで使われている。吹奏楽における役割は、大きく次の3つである。
- バスクラリネットなどとともにベースラインを構成する
- テナーサックス、ユーフォニアムなどとともに対旋律を演奏する
- 吹奏楽や、クラリネット属によるアンサンブルにおいて中低音域を形成する

吹奏楽において、アルトクラリネットがソロを指定されていることはほとんどないが、クラリネットアンサンブルにおいては、その他のクラリネットにはない柔らかな音の持つ個性から、しばしばソロ楽器として使われる事がある。

1950年代以来、幾人かのクラリネット業界関係者が標準の吹奏楽編成で扱う楽器ではあっても難しいと考える人物がいる一方で、その珍しい音響上の効果を主張する意見もある。日本のプロフェッショナルの吹奏楽団においては、アルトクラリネットを専門的に吹く奏者を置く楽団もあり、大編成の吹奏楽では標準的に使用される楽器の一つである事は周知である。
ハミット・ブルーイットやVinny Golia、ジョー・ロヴァーノなど幾人かのジャズミュージシャンも、アルトクラリネットを使用している。

## 主なメーカー
クラリネットを手広く製造しているメーカーの多くはアルトクラリネットを製造している。しかし、需要の低さとソプラノクラリネットに比べてキーが複雑化していることから、バスクラリネットと同等の価格になることが多い。
- 日本
  - ヤマハ
- フランス
  - ビュッフェ・クランポン
  - ヘンリー・セルマー・パリ
  - ルブラン
- ドイツ
  - ヘルベルト・ヴーリッツァー（英語版）（ヴルリッツァー、ヴァーリッツァなどとも）
  - シュヴェンク&セゲルケ（英語版）
- オーストリア
  - オットマール・ハンマーシュミット（Otmar Hammerschmidt）
- アメリカ
  - ルブランUSA (Vito)
- カナダ
  - スティーブン・フォックス（英語版）
- イタリア
  - リパ (Ripa)